# Larinus scolymi
Larinus scolymi es una especie de escarabajo del género Larinus, tribu Lixini, familia Curculionidae. Fue descrita científicamente por A. G. Olivier en 1807.
Se distribuye por Francia, Marruecos, Italia, Argelia, España, Portugal, Grecia, Croacia, Hungría y Turquía. La especie se mantiene activa durante los meses de enero, mayo, junio, julio, agosto y septiembre.